# Jordsnyltgeting
Jordsnyltgeting (Vespula austriaca) är en getingart som först beskrevs av Georg Wolfgang Franz Panzer 1799.  Jordsnyltgeting ingår i släktet jordgetingar, och familjen getingar. Inga underarter finns listade i Catalogue of Life.

## Utseende
En svart geting med gula markeringar, på bakkroppen i form av gula tvärränder. De senare är betydligt kraftigare hos honan än hos hanen.

## Ekologi
Arten är en social parasit i bon hos framför allt hos jordgeting, men i Nordamerika har den också påträffats hos Vespula acadica. Honan tränger in i bon av dessa arter när en del arbetare redan kläckts, dödar eller kör bort den gamla drottningen och låter arbetarna i det övertagna boet ta hand om hennes egen avkomma. Arbetarna är fientliga mot den nya drottningen, men kontrolleras, troligen genom fysiskt våld.
De övervintrande drottningarna kommer fram från slutet av maj till början av juli. Avkommans parning börjar i augusti. Efter parningen dör hanarna, och de unga honorna övervintrar.

## Utbredning
I Europa finns jordsnyltgetingen från omkring 65°N i Nordeuropa (inklusive Brittiska öarna) över Central- och Sydeuropa till norra Spanien och Italien. Österut sträcker sig dess utbredningsområde genom Ryssland, norra Pakistan, Kashmir, Mongoliet, norra Kina, Nordkorea, Kamtjatka och Japan. I Nordamerika finns den i de norra delarna söderut till Mellanvästern i USA. Arten finns i större delen av Sverige med undantag för Gotland samt möjligen Skåne och Blekinge, i Finland främst i de södra och mellersta delarna. Den är klassificerad som livskraftig ("LC") i båda länderna.

## Bildgalleri

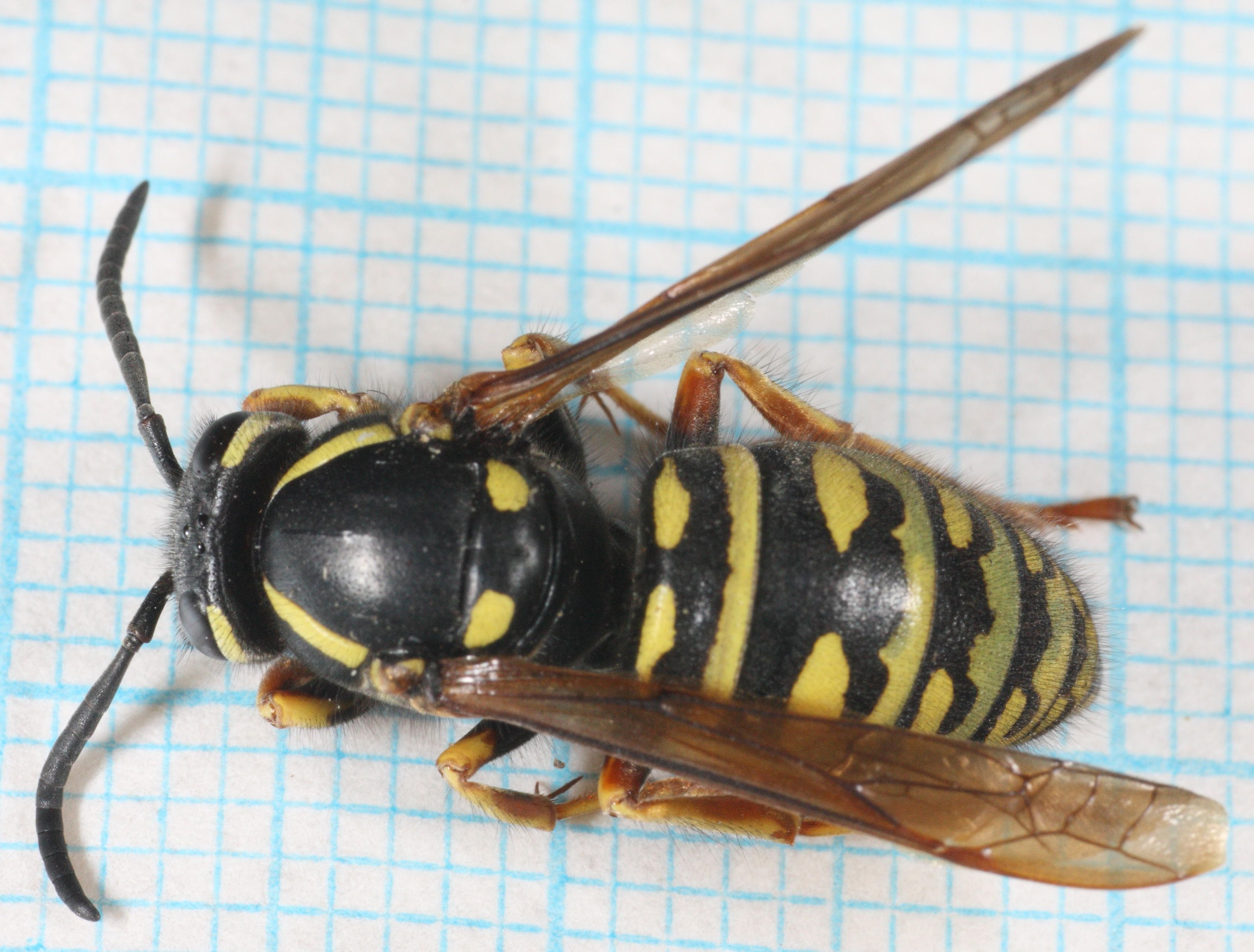
Hona
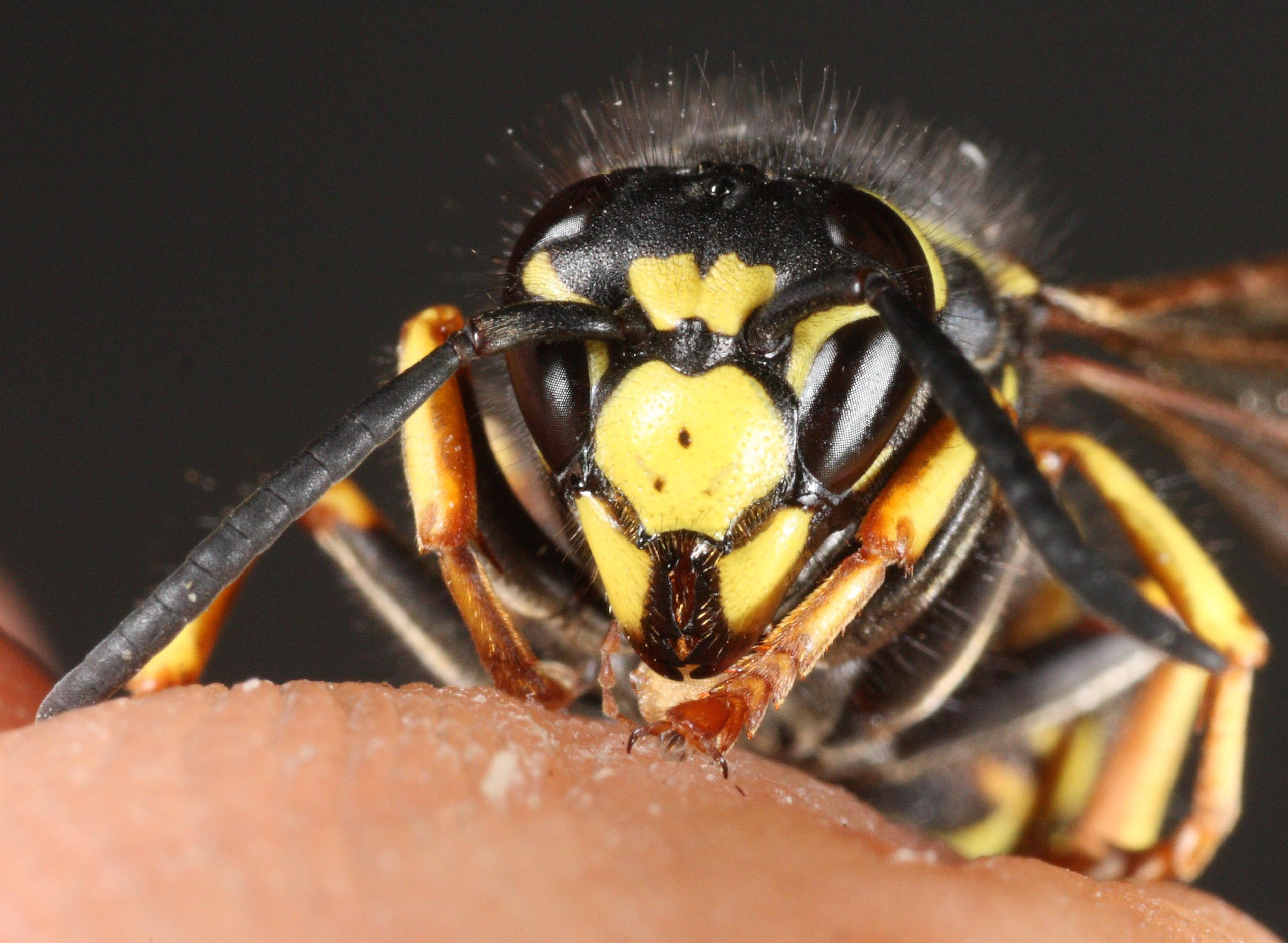
Hona